# Пейшоту, Флориану
Флориа́ну Вие́йра Пейшо́ту (порт. Floriano Vieira Peixoto; 30 апреля 1839, Масейо, Алагоас, Бразильская империя — 29 июля 1895, Барра-Манса, Рио-де-Жанейро, Бразилия) — бразильский военный и государственный деятель, маршал, первый вице-президент (1891) и второй президент Бразилии (1891—1894).

## Военная карьера
Флориану Пейшоту родился 30 апреля 1839 года в Ипиоке (сейчас — один из районов города Масейо в штате Алагоас). В 1863 году окончил военное училище в Рио-де-Жанейро, позже участвовал в Парагвайской войне, по окончании которой получил звание подполковника.
В 1883 году Пейшоту было присвоено звание бригадного генерала.

## Начало политической карьеры
В 1884 году Пейшоту был назначен губернатором провинции Мату-Гросу и находился на этом посту до 1885 года. Пейшоту поддержал переход к республиканскому строю и после падения империи стал военным министром во временном правительстве Бразилии (1890—1891).
26 февраля 1891 года Конгресс избрал Пейшоту вице-президентом.

## Приход к власти
Пейшоту стал президентом первой бразильской республики после ухода в отставку первого президента, маршала Деодору да Фонсеки. Правомерность занятия им этого поста была под сомнением, поскольку 42-я статья первой республиканской конституции гласила, что вице-президент может занять пост президента после отставки последнего только в том случае, если истекло более половины срока его полномочий. Высшие военные чины из различных штатов опубликовали так называемый «Манифест тринадцати генералов», где выразили своё недовольство сложившейся ситуацией и потребовали проведения досрочных президентских выборов. На это Пейшоту ответил, что раз выборы первого президента не были прямыми и всеобщими в качестве исключения, то и он будет оставаться у власти в качестве исключения.

## На посту президента

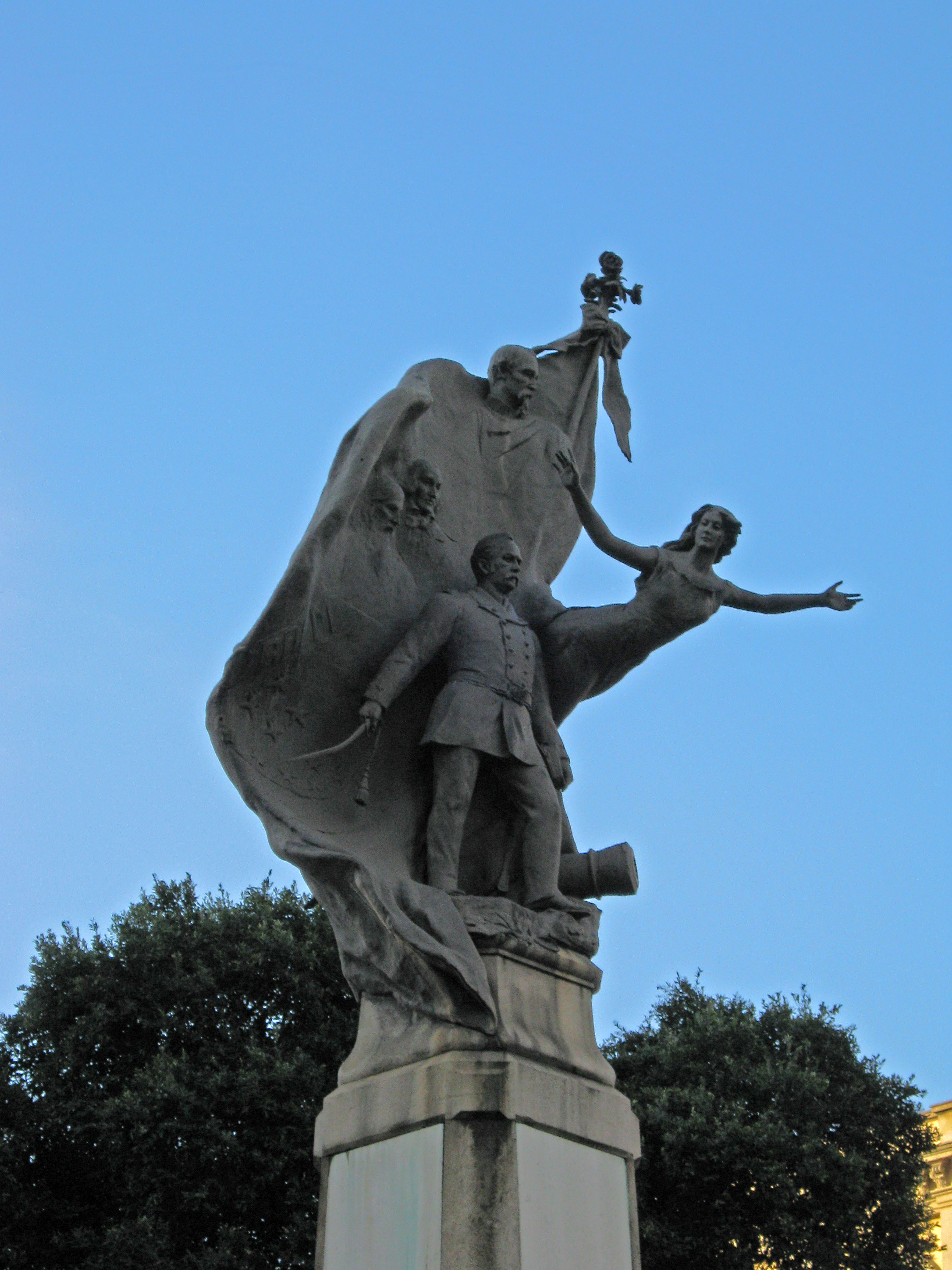
Монумент Флориану Пейшоту в центре Рио-де-Жанейро

Заняв президентское кресло, Пейшоту предпринял ряд шагов по упрочению авторитарного режима, установленного своим предшественником. В апреле 1892 года он объявил осадное положение после демонстраций оппонентов и публикации манифестов в федеральной столице. Он арестовал протестующих и сослал других в Амазонию. В сентябре 1893 года он не поддался угрозам восставшего бразильского военно-морского флота, а также выступлению федералистов в штатах Риу-Гранди-ду-Сул и Санта-Катарина, которые были жестоко подавлены.
Несмотря на свою низкую популярность и националистические тенденции, Пейшоту внёс большой вклад в усиление централизации власти, благодаря чему иногда его именуют «объединителем республики» и «железным маршалом».
Флориано Пейшоту передал власть 15 ноября 1894 года Пруденте де Мораишу и умер 29 июня следующего года на своей ферме в Рибейран-да-Дивиса, ныне Флориано, район Барра-Манса, в штате Рио-де-Жанейро, от цирроза печени. Похоронен на кладбище Святого Иоанна Крестителя в Рио-де-Жанейро.

## Память
В 1894 году город Дештерру, столица штата Санта-Катарина, был переименован в честь Пейшоту и получил название Флорианополис. Также именем Пейшоту назван муниципалитет Флориану-Пейшоту в штате Риу-Гранди-ду-Сул. Его изображение было на монете номиналом 2000 рейсов 1939 года, а также напечатано на банкнотах номиналом 100 крузейро, выпущенных в обращение в Бразилии в период с 1970 по 1980 год.